# San Lorenzo, Nayarit
San Lorenzo är en ort i Mexiko.   Den ligger i kommunen Ruíz och delstaten Nayarit, i den centrala delen av landet, 700 km väster om huvudstaden Mexico City. San Lorenzo ligger 51 meter över havet och antalet invånare är 802.
Terrängen runt San Lorenzo är platt åt sydväst, men åt nordost är den kuperad. Runt San Lorenzo är det ganska tätbefolkat, med 54 invånare per kvadratkilometer. Närmaste större samhälle är Santiago Ixcuintla, 19,5 km sydväst om San Lorenzo. Omgivningarna runt San Lorenzo är en mosaik av jordbruksmark och naturlig växtlighet.